# Мальково (Тюменская область)
Мальково — село в Тюменском районе Тюменской области России. Административный центр Мальковского муниципального образования.

## География
Село Мальково находится на юго-западе Тюменской области, в пределах юго-западной части Западно-Сибирской низменности, на правом берегу реки Туры, на расстоянии примерно 10 километров (по прямой) к востоку от города Тюмени, административного центра области и района. Абсолютная высота — 59 метров над уровнем моря.

### Климат
Климат резко континентальный, с холодной продолжительной зимой и тёплым относительно коротким летом. Среднегодовая температура — 0,7 °C. Средняя температура воздуха самого холодного месяца (января) — −17,2 °C (абсолютный минимум — −46 °C); самого тёплого месяца (июля) — 17,8 °C (абсолютный максимум — 39 °С). Безморозный период длится 121 день. Среднегодовое количество атмосферных осадков составляет 470 мм, из которых 365 мм выпадает в тёплый период. Продолжительность залегания снежного покрова составляет в среднем 151 день.

### Часовой пояс
Село Мальково, как и вся Тюменская область, находится в часовой зоне МСК+2. Смещение применяемого времени относительно UTC составляет +5:00.

## Население
| 2010 |
| ---- |
| 1585 |

### Половой состав
По данным Всероссийской переписи населения 2010 года, мужчины составляли 48,8 % сельчан, женщины — соответственно 51,2 %.

### Национальный состав
Согласно результатам переписи 2002 года, русские составляли 92 % из 1381 жителей села.